# Nacaduba beroe
Bướm xanh 6 sọc mờ (Nacaduba beroe) là một loài bướm ngày thuộc họ Bướm xanh, được tìm thấy ở Nam Á.

## Hình ảnh

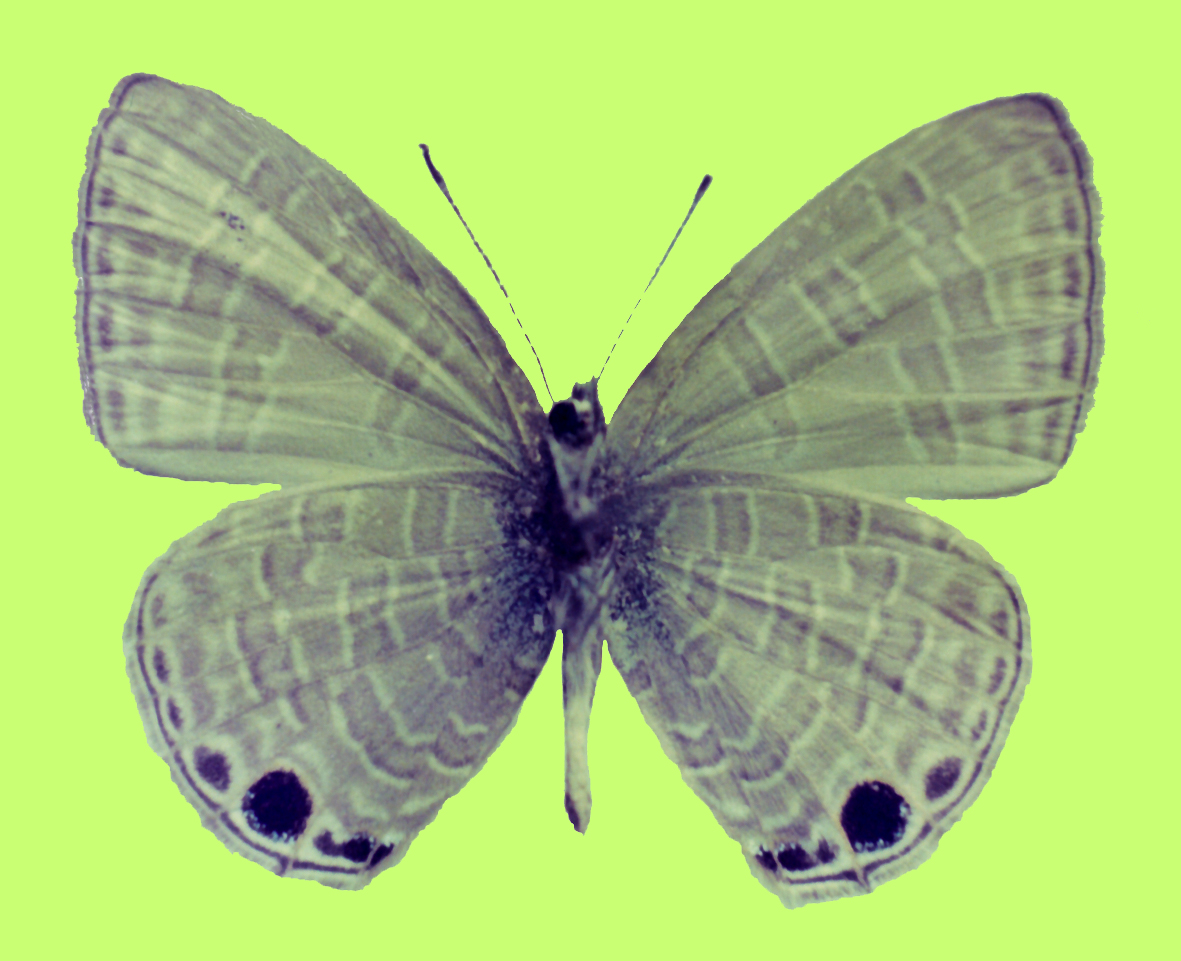
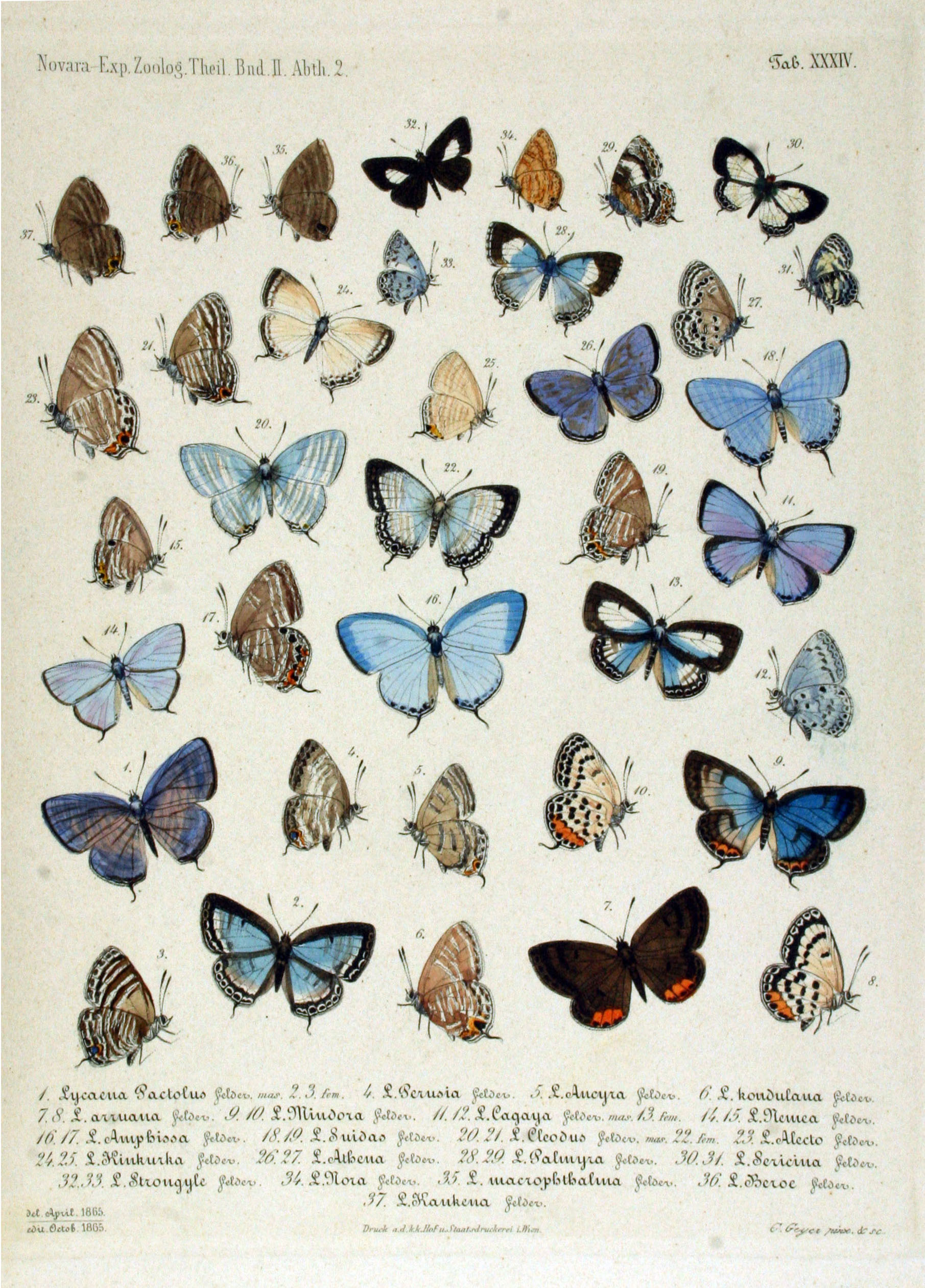